# Octaviano Márquez y Toriz
Octaviano Márquez y Toriz (Tlaxcala, México, 22 de marzo de 1904 - Puebla, México, 24 de septiembre de 1975) fue el arzobispo católico de la Arquidiócesis de Puebla de los Ángeles desde 1950 hasta su muerte en 1975. 
Fue padre conciliar en el Concilio Vaticano II.
Durante su obispado ocurrió la masacre de San Miguel Canoa.

## Biografía
Octaviano Márquez y Toriz nació en la ciudad de Tlaxcala el 22 de marzo de 1904 siendo bautizado el día 30 del mismo mes en la Parroquia de San José de la misma ciudad. Sus padres fueron el abogado Ignacio Márquez y la señora Guadalupe Toriz. Realizó sus estudios básicos en el colegio lasallista de San Pedro y San Pablo en la ciudad de Puebla y posteriormente con los padres escolapios. En 1916 ingresó al seminario palafoxiano. En 1921 fue enviado al Colegio Pío Latinoamericano de la ciudad de Roma y posteriormente obtuvo el doctorado en derecho canónico, filosofía y teología en la Universidad Gregoriana. 
Recibió el Orden Sacerdotal de manos del cardenal Basilio Pompilli en la capilla del Colegio Germánico el 31 de octubre de 1926. En 1928 regresó a la ciudad de Puebla convirtiéndose en catedrático del seminario palafoxiano. Entre 1930 a 1950 fue director espiritual de esta institución.